# Championnats d'Amérique du Sud d'athlétisme 1943
Navigation
Édition précédente Édition suivante
Les 13e Championnats d'Amérique du Sud d'athlétisme ont eu lieu en 1943 à Santiago du Chili. 

## Résultats

### Hommes
| Épreuves               | Or                                    | Argent                              | Bronze                                |
| ---------------------- | ------------------------------------- | ----------------------------------- | ------------------------------------- |
| 100 mètres             | Adelio Márquez (ARG) 10 s 8           | Walter Pérez (URU) 10 s 9           | Roberto Valenzuela (CHI) 11 s 0       |
| 200 mètres             | Roberto Valenzuela (CHI) 22 s 2       | Adelio Márquez (ARG) 22 s 2         | Victorino Triulzi (ARG) 22 s 3        |
| 400 mètres             | Jorge Ehlers (CHI) 48 s 6             | Victorino Triulzi (ARG) 49 s 2      | Enrique Hurtado (CHI) 49 s 8          |
| 800 mètres             | Alfonso Rozas (CHI) 1 min 54 s 6      | Guillermo García (CHI) 1 min 55 s 4 | Marino Cid (ARG) 1 min 55 s 5         |
| 1 500 mètres           | Guillermo García (CHI) 4 min 03 s 2   | Melchor Palmeiro (ARG) 4 min 03 s 5 | Marino Cid (ARG) 4 min 05 s 4         |
| 3 000 mètres           | Raúl Inostroza (CHI) 8 min 32 s 4     | Miguel Castro (CHI) 8 min 35 s 0    | Delfo Cabrera (ARG) 8 min 44 s 6      |
| 5 000 mètres           | Raúl Inostroza (CHI) 15 min 00 s 0    | Miguel Castro (CHI) 15 min 09 s 9   | Delfo Cabrera (ARG) 15 min 11 s 0     |
| 10 000 mètres          | René Millas (CHI) 31 min 27 s 4       | Manuel Díaz (CHI) 31 min 34 s 0     | Delfo Cabrera (ARG) 31 min 36 s 8     |
| 20 miles               | Corsino Fernández (ARG) 1 h 45 min 45 | Eusebio Guiñez (ARG) 1 h 45 min 53  | Julio Montecinos (CHI) 1 h 49 min 03  |
| 110 mètres haies       | Julio Jaime (URU) 15 s 7              | Jorge Undurraga (CHI) 15 s 8        | Juan Colín (CHI) 15 s 8               |
| 400 mètres haies       | Alfonso Rozas (CHI) 55 s 1            | Juan Hoelzel (CHI) 55 s 6           | Octavio Montero (CHI) 57 s 1          |
| Saut en hauteur        | Antonio Barrionuevo (ARG) 1,83 m      | Carlos Capella (CHI) 1,80 m         | Alfonso Burgos (CHI) 1,75 m           |
| Saut à la perche       | Federico Horn (CHI) 4,00 m            | Erwin Reimer (CHI) 3,80 m           | Carlos Baumann (ARG) 3,60 m           |
| Saut en longueur       | Alberto Eggeling (CHI) 7,02 m         | Juan Hoelzel (CHI) 6,85 m           | Guillermo Dyer (PER) 6,80 m           |
| Triple saut            | Guillermo Dyer (PER) 14,43 m          | Oscar Bringas (PER) 14,41 m         | Celestino Sarraua (ARG) 14,15 m       |
| Lancer de poids        | Julián Llorente (ARG) 14,33 m         | Raúl Rebagliatti (ARG) 13,50 m      | Guillermo Otto (CHI) 12,75 m          |
| Lancer du disque       | Manuel Consiglieri (PER) 44,43 m      | Eduardo Julve (PER) 41,64 m         | Alfredo Meynet (CHI) 39,53 m          |
| Lancer du marteau      | Manuel Etchepare (ARG) 46,81 m        | Juan Fusé (ARG) 46,06 m             | Antonio Barticevic (CHI) 44,82 m      |
| Lancer du javelot      | Otto Wenzel (CHI) 57,08 m             | Raúl Cóccaro (URU) 55,52 m          | Rodolfo Correa (CHI) 53,99 m          |
| Décathlon              | Juan Colín (CHI) 6 069 points         | Eduardo Julve (PER) 6 046 points    | Roberto Stahringer (ARG) 5 912 points |
| Relais 4 × 100 mètres  | Argentine 42 s 4                      | Chili 42 s 4                        | Uruguay 43 s 2                        |
| relais 4 × 400 mètres  | Argentine 3 min 18 s 8                | Chili 3 min 19 s 4                  | Bolivie 3 min 41 s 1                  |
| 3000 mètres par équipe | Chili 10                              | Argentine 6                         | Bolivie 4                             |
| Cross-country          | Raúl Inostroza (CHI) 46 min 08 s 0    | Eusebio Guiñez (ARG) 46 min 14 s 0  | René Millas (CHI) 46 min 30 s 4       |

### Femmes
| Épreuves              | Or                           | Argent                          | Bronze                        |
| --------------------- | ---------------------------- | ------------------------------- | ----------------------------- |
| 100 mètres            | Noemí Simonetto (ARG) 12 s 4 | Beatriz Kretschmer (CHI) 12 s 6 | Ilse Hammer (ARG) 12 s 8      |
| 200 mètres            | Ilse Hammer (ARG) 26 s 5     | Beatriz Kretschmer (CHI) 26 s 7 | María Malvicini (ARG) 27 s 0  |
| 80 mètres haies       | Edith Klempau (CHI) 12 s 0   | Susana Krumenaker (ARG) 12 s 1  | Ilse Barends (CHI) 12 s 2     |
| Saut en hauteur       | Ilse Barends (CHI) 1,50 m    | Edith Klempau (CHI) 1,50 m      | Noemi Simonetto (ARG) 1,50 m  |
| Saut en longueur      | Noemi Simonetto (ARG) 5,27 m | Ilse Barends (CHI) 5,25 m       | Lily Warch (CHI) 4,93 m       |
| Lancer de poids       | Edith Klempau (CHI) 11,70 m  | Ingeborg Mello (ARG) 10,98 m    | Lore Zippelius (CHI) 10,79 m  |
| Lancer du disque      | Lore Zippelius (CHI) 37,16 m | Ingeborg Mello (ARG) 34,60 m    | Christel Balde (CHI) 34,53 m  |
| Lancer du javelot     | Edith Klempau (CHI) 34,19 m  | Ilse Caro (ARG) 34,17 m         | Mercedes Martín (CHI) 33,02 m |
| Relais 4 × 100 mètres | Argentine 49 s 5             | Chili 50 s 8                    | Bolivie 53 s 3                |

## Tableau des médailles
| Rang | Nation    | Or | Argent | Bronze | Total |
| ---- | --------- | -- | ------ | ------ | ----- |
| 1    | Chili     | 19 | 16     | 16     | 51    |
| 2    | Argentine | 11 | 12     | 12     | 35    |
| 3    | Pérou     | 2  | 3      | 1      | 6     |
| 4    | Uruguay   | 1  | 2      | 1      | 4     |
| 5    | Bolivie   | 0  | 0      | 3      | 3     |